# Милютин, Игорь Александрович
И́горь Алекса́ндрович Милю́тин (родился 21 октября 1962 года) — советский и российский военный врач, полковник медицинской службы ВС РФ, Герой Российской Федерации (2000).

## Биография
Родился 21 октября 1962 года в городе Туле. После окончания средней школы поступил в Московское суворовское военное училище, окончил его в 1978 году.
После окончания учёбы в училище начал службу в Советской армии. Был зачислен в ВДВ, служил врачом медпункта, ординатором, затем начальником отделения военного госпиталя.
Учился в Военной-медицинской академии, окончил её в 1987 году.
Участвовал во многих военных конфликтах в ряде регионов: Нагорный Карабах, Приднестровье, Абхазия, Северная Осетия, Ингушетия.
Участник Первой чеченской войны, при штурме Грозного был тяжело ранен. Хорошо проявил себя в боях в Дагестане с августа по сентябрь 1999 года.
Участвовал во Второй чеченской войне, был начальником отделения анестезиологии и реанимации 4050-го военного госпиталя, затем — исполняющим обязанности начальника медицинской службы полковой тактической группы ВДВ.
Во время одного из боёв подполковник Милютин заметил, как один из членов экипажа сбитого противником вертолёта опускается на парашюте на занятую боевиками территорию. На бронетранспортёре вместе с группой десантников Милютину удалось ворваться в населённый пункт, который занял противник, вступили в бой и отбили захваченного лётчика. Во время военных действий в Аргунском ущелье (январь 2000 года) Милютину удалось вынести с поля боя 4 раненых бойцов. Получил несколько ранений и контузию.
Указом президента Российской Федерации № 663 от 11 апреля 2000 года за мужество и героизм, проявленные в ходе контртеррористической операции на Северном Кавказе Милютину присвоено звание Героя Российской Федерации.
Продолжает службу в Вооружённых силах России.

## Награды и почётные звания
- Герой Российской Федерации (11 апреля 2000 года)
- Медаль «Золотая Звезда»
- Орден Мужества
- Орден «За военные заслуги»
- Орден «За службу Родине в Вооружённых Силах СССР» ||| степени
- другие награды